# Luigi Russolo
Luigi Carlo Filippo Russolo, född 30 april 1885 i Portogruaro, död 4 februari 1947 i Laveno-Mombello, var en italiensk målare, musikinstrumentmakare och kompositör, anhängare av futurismen.

## Biografi
I mars 1913 publicerade Luigi Russolo Oljudens konst (italienska: L’arte dei rumori) som kom att ses som det faktiska manifestet för futuristisk musik. I manifestet proklamerar Russolo för amatörens och den oskolades rättighet och skyldighet att skapa musik eftersom denne inte tyngs av traditionen. 
Russolo började konstruera oljudsmaskiner (it. intonarumori) tillsammans med målaren Ugo Piatti. Dessa maskiner skulle producera stadens och det moderna samhällets oljud genom att man vevade på en vev. Apparaterna såg oftast ut som stora lådor med en vev och en stor tratt och med en spak kunde man justera tonhöjden på oljudet. Han konstruerade olika maskiner som kunde skapa olika former av oljud som exempelvis scoppiatore, crepitatore, ronzatore och stropicciatore och han komponerade de tre verken Risveglio di una Citta (Uppvaknandet av en stad), Convegno d'aeroplani e d'automobili (Mötet mellan flygplanet och bilen) och Comiendo en la terraza del hotel. Den första konserten med dessa oljudsmaskiner skedde den 21 april 1914 på Teatro dal Verme i Milano.
Inga av oljudsmaskinerna överlevde andra världskriget och mycket få notationer eller inspelningar finns kvar. Den enda inspelning från denna tid som finns bevarad där oljudsmaskiner används är två verk av Luigi Russolos äldre bror Antonio Russolo, Corale och Serenata som gavs ut 1924 av Societa Nazionale del Grammofono.
En kompositör som inte brukar klassificeras som futurist men som umgicks med kretsen var Igor Stravinskij. Trots manifestens propagerande för oljud och byggandet av oljudsmaskiner är övervägande delen av de stycken, där antingen inspelningar eller partitur finns kvar, pianostycken. För sin tid var dessa stycken nog så nydanande med improviserade partier etc men man kan också höra inspiration från exempelvis Claude Debussy och Erik Satie och många av futuristernas musikstycken låter idag inte alls lika revolutionära som texterna som skrevs om musiken och kompositörens roll i samhället.
1977 rekonstruerades fem oljudsmaskiner för Biennalen i Venedig och Performa Festival (New York). Den holländske Ljudkonstnären Wessel Westerveld har också byggt ett antal rekonstruktioner.

## Galleri

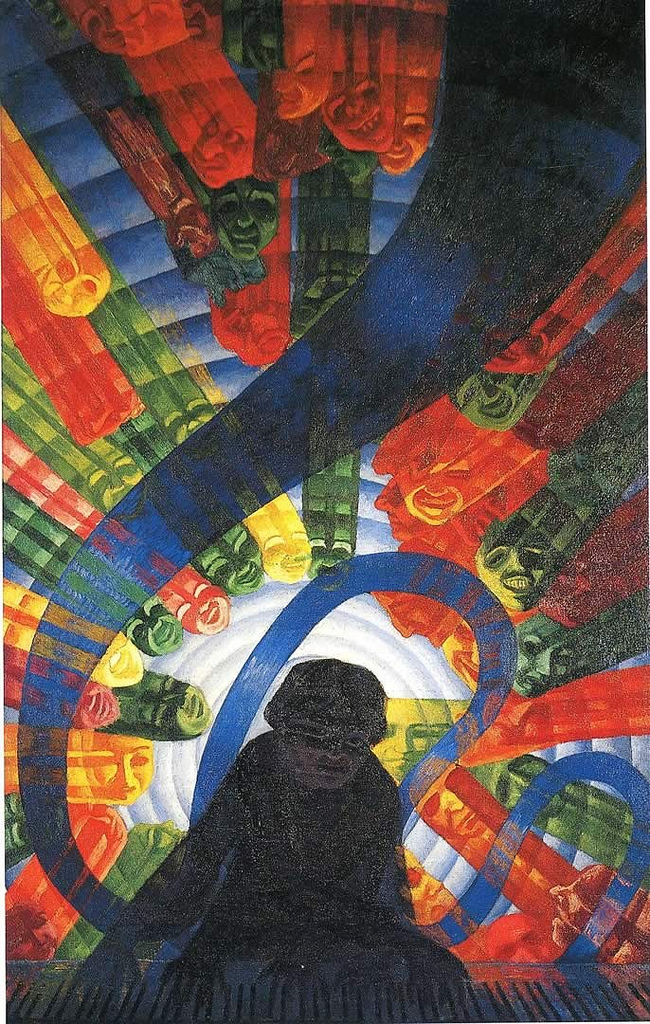
La musica (1911-1912), olja på duk. Estorick Collection of Modern Italian Art, London.
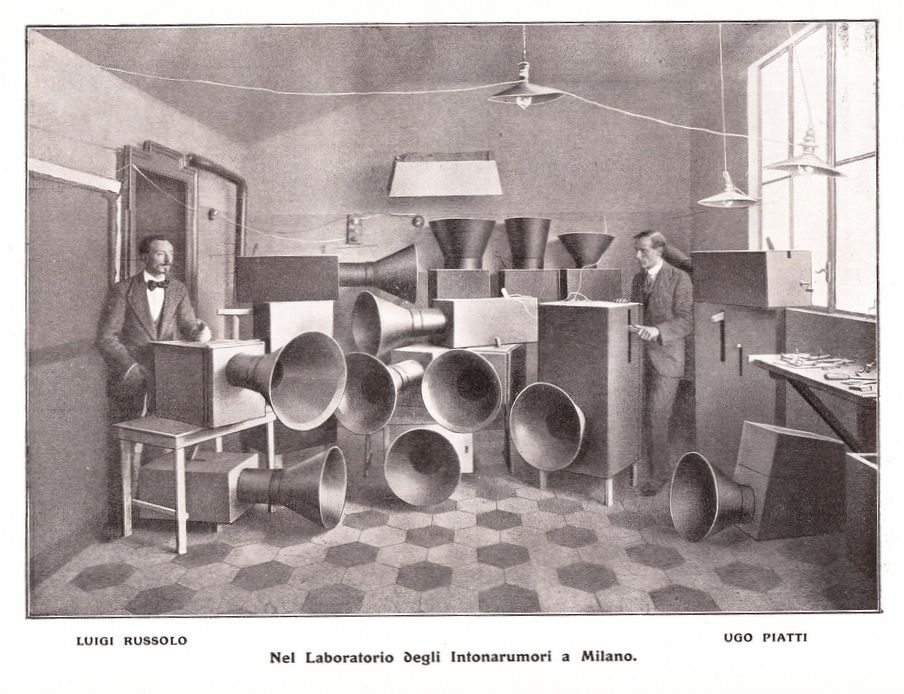
Luigi Russolo till vänster i sitt oljudslaboratorium i Milano 1913 tillsammans med sin assistent Ugo Piatti.